# سيسيل ديلون
سيسيل ديلون (بالإنجليزية: Cecil Dillon)‏ هو لاعب هوكي الجليد كندي وأمريكي، ولد في 26 أبريل 1908 في توليدو في الولايات المتحدة، وتوفي في 13 نوفمبر 1969.

## وصلات خارجية
- سيسيل ديلون على موقع دوري الهوكي الوطني (الإنجليزية)
- سيسيل ديلون على موقع قاعة مشاهير الهوكي (لاعب أن.إتش.أل) (الإنجليزية)
- سيسيل ديلون على موقع EliteProspects.com (الإنجليزية)
- سيسيل ديلون على موقع HockeyDB.com (الإنجليزية)
- سيسيل ديلون على موقع Hockey-Reference.com (الإنجليزية)